# Tevfikiye, Altınova
Tevfikiye là một xã thuộc huyện Altınova, tỉnh Yalova, Thổ Nhĩ Kỳ. Dân số thời điểm năm 2010 là 113 người.